# 烏斯季馬亞區

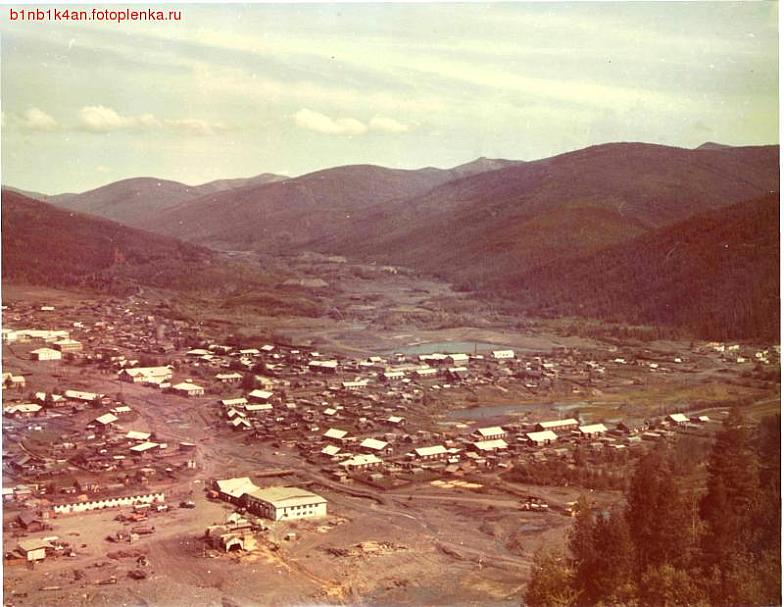

60°25′N 134°32′E / 60.417°N 134.533°E
烏斯季馬亞區（俄语：Усть-Майский улус），是俄羅斯的一個區，位於該國東部，由薩哈共和國負責管轄，始建於1931年5月20日，面積95,300平方公里，2010年人口8,629，人口密度每平方公里0.09人。